# Pitta anerythra
La pitta faccianera o pitta mascherata (Pitta anerythra Rothschild, 1901) è un uccello passeriforme della famiglia dei Pittidi.

## Descrizione

### Dimensioni
Misura 15–17 cm di lunghezza.

### Aspetto
Si tratta di uccelli dall'aspetto tondeggiante e massiccio, con ali e coda corte, zampe forti, grossa testa con becco corvino.

Fronte, vertice e nuca sono di color rosso-ruggine, gola e lati del collo sono biancastri, il resto della testa è nero a formare una sorta di maschera, da cui la specie ricava il proprio nome comune: il petto è beige-giallastro, il ventre presenta la stessa colorazione con forte tendenza allo schiarimento, il sottocoda è bianco-grigiastro anziché rosso come nella maggior parte delle pitte, come intuibile dal nome scientifico di questi uccelli (anerythra deriva dal greco ἐρυθρός, erythros, "rosso", col prefisso di negazione a-, per un significato di "senza il colore rosso"). Il dorso e le ali sono di colore verde erba, con banda di color turchese sulle copritrici primarie.

## Biologia

### Comportamento
La pitta mascherata è un uccelletto dalle abitudini diurne e solitarie, che passa la giornata muovendosi nel denso sottobosco alla ricerca di cibo, pronto a nascondersi nol folto della vegetazione al minimo segnale di pericolo.

### Alimentazione
Si nutre perlopiù di lumache, vermi, insetti ed altri invertebrati.

### Riproduzione
Si conosce estremamente poco riguardo alle abitudini riproduttive di questa specie: finora sono stati osservati esemplari in probabile periodo riproduttivo o post-riproduttivo fra maggio e luglio, il che farebbe pensare a una stagione riproduttiva concentrata nel periodo primavera-estate boreale. Si ritiene tuttavia che le modalità riproduttive della pitta mascherata non differiscano in maniera significativa da quella delle altre specie congeneri per modalità e tempistica.

## Distribuzione e habitat
La pitta mascherata occupa un areale piuttosto limitato, che comprende le sole isole di Choiseul, Santa Isabel (facenti parte delle Isole Salomone) e Bougainville, amministrativamente parte di Papua Nuova Guinea ma geograficamente parte delle Isole Salomone.
L'habitat di questi uccelli è rappresentato dalle aree di foresta pluviale, sia primaria che secondaria: li si può osservare anche in aree di macchia con densa presenza di cespugli e sottobosco, oltre che nei giardini e parchi privati.

## Tassonomia
Se ne riconoscono tre sottospecie:
- Pitta anerythra anerythra, la sottospecie nominale, endemica dell'isola di Santa Isabel;
- Pitta anerythra nigrifrons Mayr, 1935, endemica dell'isola di Choiseul;
- Pitta anerythra pallida Rothschild, 1904, endemica dell'isola di Bougainville;

Le varie sottospecie differiscono fra loro piccole differenze per taglia, colorazione e vocalizzazioni.